# Żytomierska Rada Obwodowa

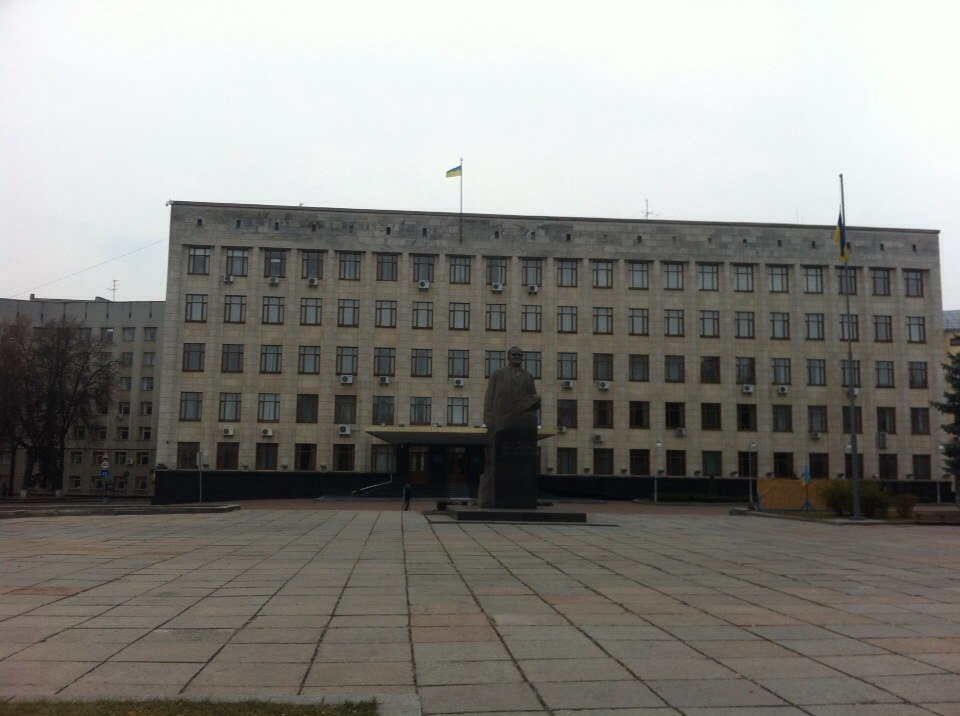
Budynek rady obwodowej

Żytomierska Rada Obwodowa (ukr. Житомирська обласна рада) – organ obwodowego samorządu terytorialnego w obwodzie żytomierskim Ukrainy, reprezentujący interesy mniejszych samorządów - rad rejonowych, miejskich, osiedlowych i wiejskich, w ramach konstytucji Ukrainy oraz udzielonych przez rady upoważnień. Siedziba Rady znajduje się w Żytomierzu.

## Przewodniczący Rady
- Iryna Syniawśka (kwiecień 2006 – styczeń 2008)
- Witalij Francuz (od 1 lutego 2008)
- Josyp Zapałowskyj (od 17 listopada 2010)
- Witalij Francuz